# Тралення мін

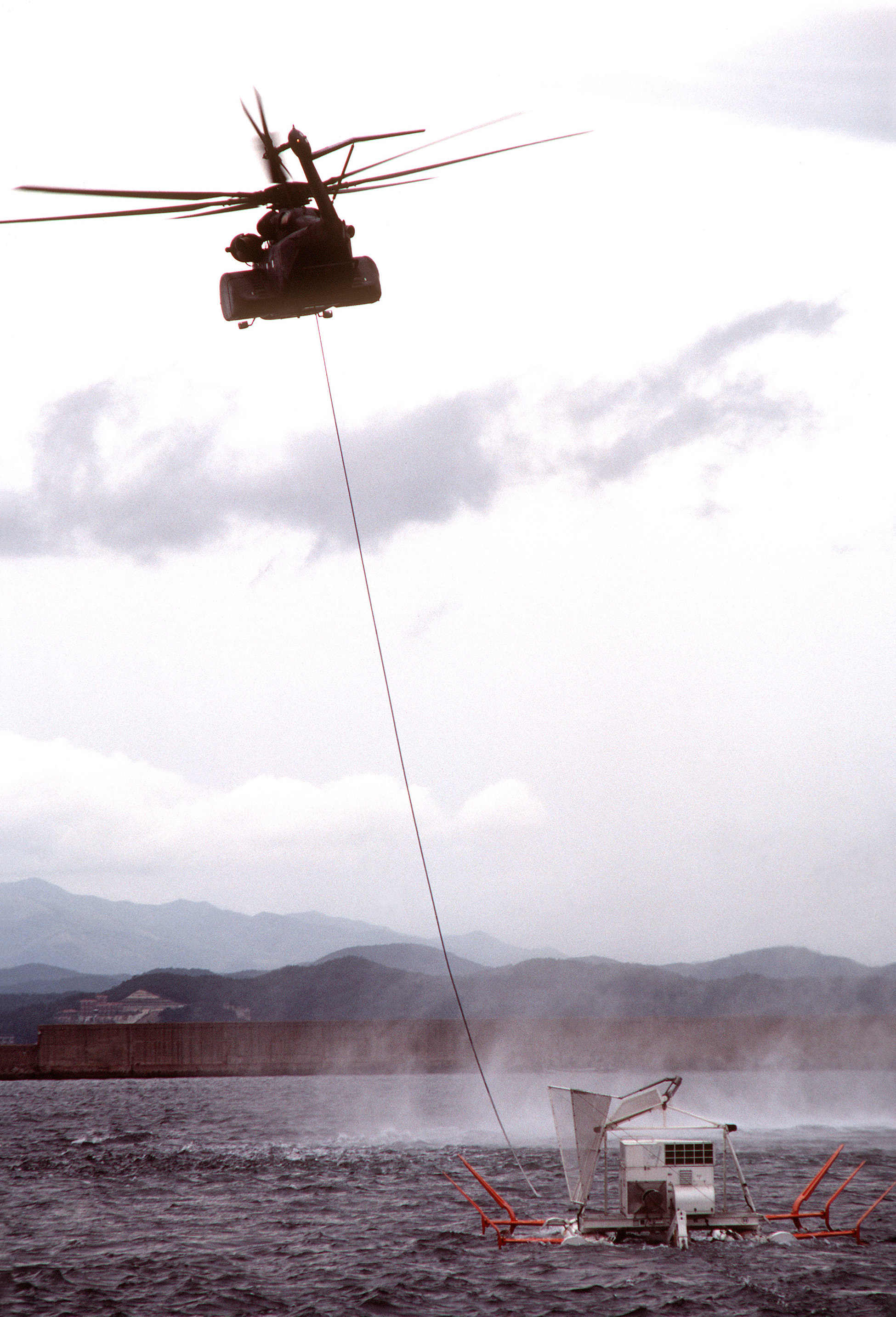
MH-53E з підрозділу HM-15 буксирує трал під час тренувального завдання

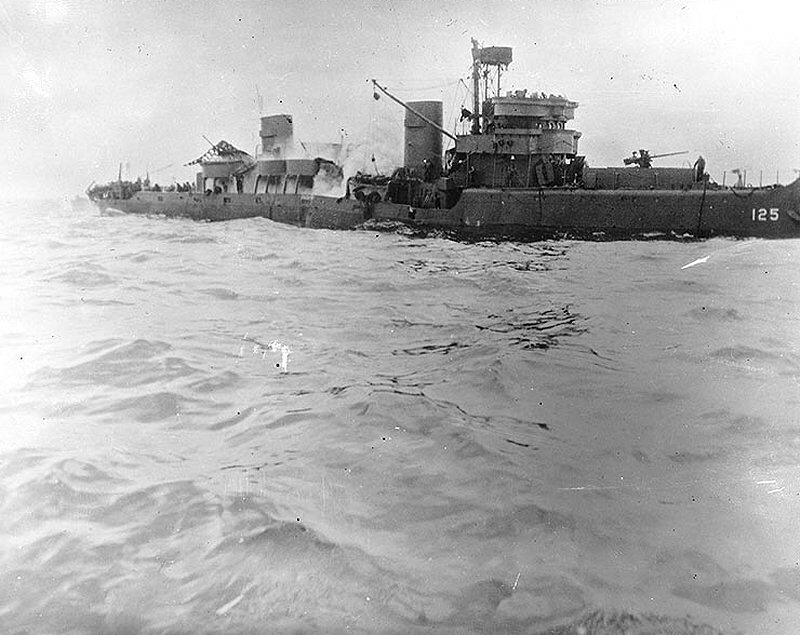
Тральщик USS Tide (AM-125) після зіткнення з міною пляж Юта, 7 червня 1944. Зверніть увагу на розтрощену корму, дим підіймається по міделю

Тралення мін — це операція з видалення морських мін, зазвичай за допомогою спеціальних кораблів які мають назву тральщики за допомогою різних пристроїв які захоплюють або знищують міни, але інколи використовують спеціальні літальні апарати пристосовані для цих завдань. Тралення мін бере своє коріння з появи перших морських мін у 1855 під час Кримської війни. Першими тральщиками були британські гребні човни з абордажними гаками якими підчеплювали міни.

## Тралення кораблями
Для тралення використовують контактні трали, це провід який тягнуть у воді один або два кораблі для перерізання якірних канатів плавучих мін або дистанційні трали які імітують рух корабля для підриву міни. Трали тягнуть тральщики, спеціально побудовані кораблі або перероблені траулери. Кожний з них покриває площу у одну або дві сотні метрів, а кораблі повинні рухатися повільно прямою лінією, що робить їх вразливими для ворожого вогню. Таку тактику використала турецька армія під час Дарданельської операції у 1915, використав гаубичні батареї для знищення британських і французьких тральщиків.
Коли трал чіпляє якірний трос міни який ковзає по тралу і таким чином якірний трос розрізається. Інколи "ножі", мають вибухові пристрої які використовують для підриву якірних тросів, щоб зменшити навантаження на трал. Зрізані міни збирають для дослідження або розстрілюють з палубної гармати.
Тральщики захищають себе від мін за допомогою оропеса або параванів. Це буксировані торпедоподібні об'єкти які допомагають тримати трал на потрібній глибині та позиції. Деякі великі кораблі мають паравани у носовій частині у разі випадкового потрапляння на мінні поля—параван-трал відхиляє міни від корпусу корабля. Частіше, важкі транспортні вертольоти тягніть трали у вигляді саней, як це було під час війни у Перській затоці у 1991.
Дистанційні трали імітують звук і магнітне поле корабля і тягнеться за кораблем. Такі трали мають плавучі катушки і великі підводні барабани. Це єдині ефективні трали для боротьби з донними мінами.
Під час Другої світової війни берегове командування Королівських ВПС використовували бомбардувальники Vickers Wellington DW.Mk I оснащені котушками розмагнічування, щоб підірвати магнітні міни.
Сучасні неконтактні міни створені таким чином щоб не спрацьовувати на фальшиві джерела сигналу тому їх важче розмінувати. Зазвичай вони мають механізми проти тралення. Наприклад, вони можуть бути запрограмовані на спрацювання лише на специфічний звук особливого корабля, з ним пов'язана магнітна сигнатура, а також тиск який відповідає заданому кораблю. В результаті, тральщик повинен здогадатися і імітувати сигнатури потрібної цілі щоб викликати підрив. Складність завдання полягає у тому, що неконтактна міна може бути запрограмована на одну або кілька з сотень різних можливих сигнатур.
Іншим механізмом проти тралення може бути лічильник кораблів у детонаторі. Такий детонатор спрацьовує лише через запрограмовану кількість раз проходження кораблів. Іншим складним детонатором, може бути автоматичне зведення детонатора (або навпаки автоматичне вимкнення—відоме як само-стерилізація) через запрограмований проміжок часу. Під час запрограмованої затримки (яка може тривати дні або і тижні) міна буде залишатися в стані спокою і ігноруватиме будь-якої цілі, які є автентичним або фальшивими.
Неконтактні міни які лежать на морському дні, можуть мати різні комбінації детонаторів. Наприклад, деякі міни (з акустичними сенсорами) можуть активуватися через три години після встановлення, інші (з магнітними і акустичними сенсорами) можуть активуватися через два тижні, але мають лічильник кораблів який допомагає ігнорувати перші дві цілі, а деякі міни у тому ж мінному полі (з магнітними сенсорами і сенсорами тиску) можуть активуватися лише через три тижні. Групи мін можуть мати різні сигнатури цілей які можуть або ні перекривати одна іншу. Детонатори неконтактних мін можуть мати багато конфігурації які ускладнюють проведення тралення.
Міни з лічильниками кораблів, затримкою зведення і сигнатурами на специфічні цілі можуть ввести в оману тим, що буде здаватися ніби-то зона чиста або ефективно протралена тому, що кораблі можуть вільно рухатися у таких зонах.

## Тралення літальними апаратами

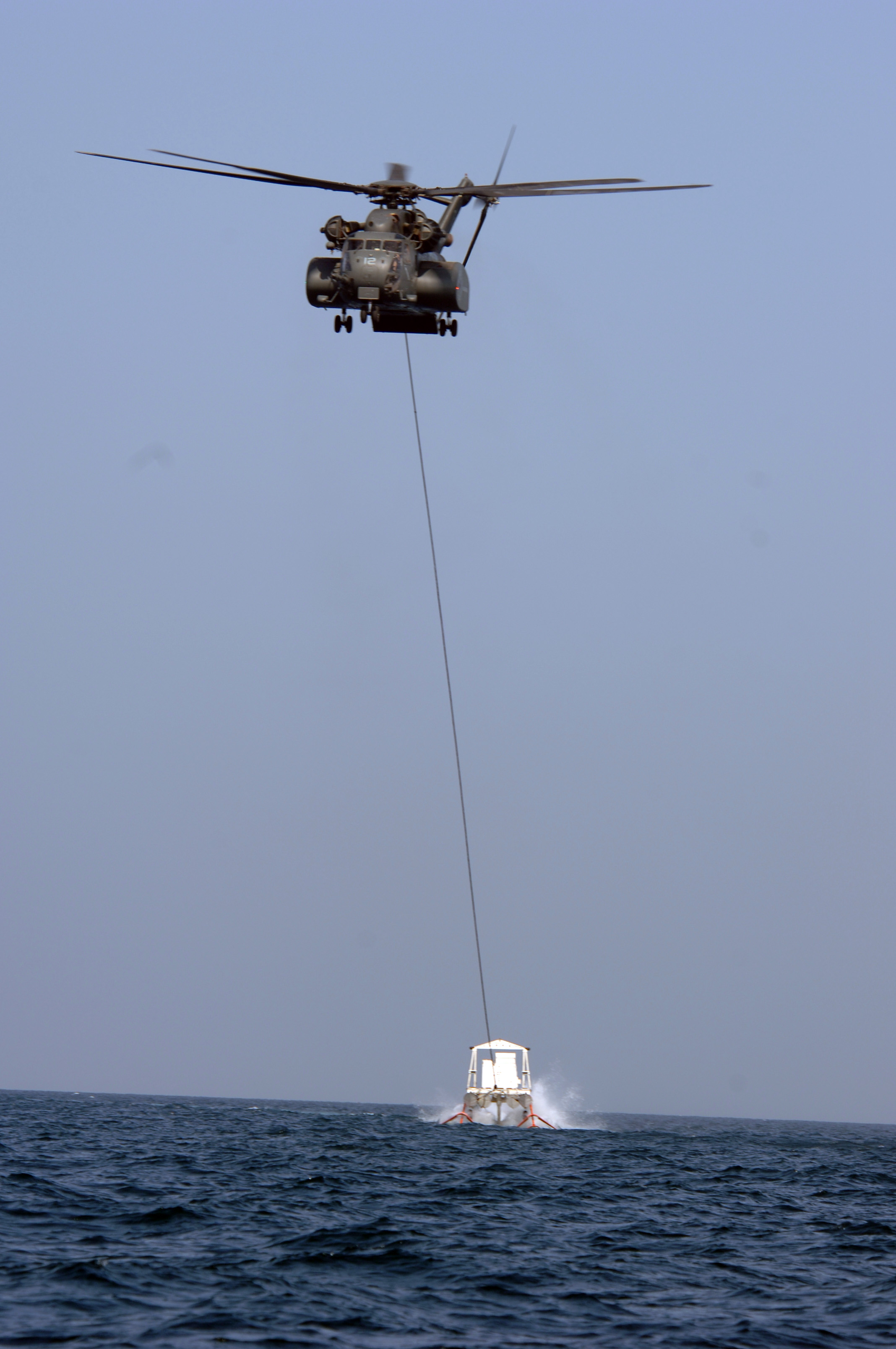
Вертоліт MH-53E ВМС США тягне тральні сани MK105.

Для тралення також можна використовувати літальні апарати. Під час Другої світової війни п'ятнадцять британських бомбардувальників Vickers Wellington були модифіковані для перевезення великих петель які створювали магнітні поля і електричні генератори. 'Спрямована бездротова установка' (DWI), секретна назва магнітної петлі яку використали вперше для вивезення 10 травня 1940  нідерландської Королівської родини до Великої Британії. DWI особливо успішно використовували на середземноморському ТВД, зазвичай у Суецькому каналі та гавані Александрії. Їх використання показало обмеженість методу, тому що він ефективно працював лише на мілкій воді (наприклад, каналів і гаваней). Починаючи приблизно з 1943 німецькі транспортні літаки Junkers Ju 52 були перероблені таким же чином. Летючі човни Blohm & Voss BV 138 MS з трьома двигунами також використовувалися для цих цілей.
Вертольоти MH-53E Sea Dragon використовують ВМС США для полювання за деякими типами мін або тралення мінних полів. Він замінив більш старі моделі RH-53A та RH-53D Sikorsky CH-53 Sea Stallion. Іншим прикладом вертольотів-тральщиків складається з варіантів RH-3A вертольота Sikorsky SH-3 Sea King, існують також радянські вертольоти Мі-14БТ варіант Мі-14 і вертоліт MCH-101 варіант Augusta Westlund AW101.